# Center of My World
Center of My World (tyska: Die Mitte der Welt) är en tysk romantisk dramafilm från 2016, regisserad av Jakob M. Erwa. Filmen är baserad på den tyska bästsäljande romanen Die Mitte der Welt av Andreas Steinhöfel från 1998. 
Den 17-årige Phil (Louis Hofmann) kommer tillbaka från ett sommarläger till sin mor, Glass, och hans tvillingssyster, Dianne. De besöks ofta av Tereza, en advokat, som alltid har goda råd till Phil. Phil märker att något har förändrats mellan sin mor och sin syster och att de inte pratar med varandra längre. Han tillbringar sitt sommarlov med sin bästa vän Kat. När skolan börjar, börjar den mystiska Nicholas (Jannik Schümann) i klassen. Phil känner sig dragen till honom och de har snart en passionerad kärleksaffär. 

## Rollista
- Louis Hofmann - Phil
- Jannik Schümann - Nicholas
- Svenja Jung - Kat
- Inka Friedrich - Tereza
- Sascha Alexander Geršak - Michael
- Thomas Goritzki - Lärare Hänel
- Nina Proll - Pascal
- Clemens Rehbein - Kyle
- Sabine Timoteo - Glass
- Ada Philine Stappenbeck - Dianne